# Pleurotomella hypermnestra
Pleurotomella hypermnestra is een slakkensoort uit de familie van de Raphitomidae. De wetenschappelijke naam van de soort is voor het eerst geldig gepubliceerd in 1912 door Melvill.